# پاسیتا اباد
پاسیتا بارسانا اِباد (انگلیسی: Pacita Barsana Abad؛ ۵ اکتبر ۱۹۴۶ – ۷ دسامبر ۲۰۰۴) زن نقاش ایواتانی با ملیت فیلیپینی-آمریکایی بود.
پاسیتا آباد در بسکو، باتانز، جزیره ای کوچک در شمالی‌ترین قسمت فیلیپین، بین لوزون و تایوان به دنیا آمد. او بیش از ۳۰ سال کار نقاشی کرد. کار هنری او از زمانی آغاز شد که برای انجام تحصیلات تکمیلی به ایالات متحده سفر کرد. کارهای او در بیش از ۲۰۰ موزه، گالری و سایر مکان‌ها از جمله ۷۵ نمایش انفرادی در سراسر جهان به نمایش گذاشته شده‌است. اکنون کار اباد در بیش از ۷۰ کشور در مجموعه‌های هنری عمومی، شرکتی و خصوصی قرار دارد.